# Mihailovca, Sîngerei
Mihailovca (Mihăilești) este un sat din cadrul comunei Prepelița din raionul Sîngerei, Republica Moldova. A fost atestat în anul 1840. Numele provine de la primul locuitor, pe care îl chema Mihail.
La 1,5 km est de sat este amplasat rezervorul de apă de pe râul Ciuluc, o arie protejată din categoria monumentelor naturii de tip hidrologic.